# Marcus Mlynikowski
Marcus Mlynikowski (* 6. Juli 1992 in Oranienburg) ist ein deutscher Fußballspieler.

## Karriere

### Im Verein
Mlynikowski begann 1999 bei seinem Heimatverein Eintracht Oranienburg mit dem Fußballspielen. 2005 wechselte er in die Jugendabteilung des 1. FC Union Berlin. Für die Berliner spielte er unter anderem mit den B-Junioren in der U-17-Regionalliga und konnte in der Saison 2008/09 mit seinem Team den ersten Platz in der Staffel Nordost belegen. 
In der Saison 2009/10 kam er für Union in 22 Spielen der A-Junioren-Bundesliga zum Einsatz, in denen er drei Tore erzielen konnte. Im gleichen Jahr gelang zudem der Gewinn des Berliner Junioren-Pokals.
Zur Saison 2010/11 wechselte Mlynikowski zu Werder Bremen und wurde dort hauptsächlich im U-19-Team in der A-Jugend-Bundesliga eingesetzt. In der ersten Runde des DFB-Junioren-Vereinspokals lief er am 26. September 2010 im Spiel gegen seinen Ex-Klub Union Berlin auf, das mit 2:0 gewonnen wurde. Am 24. Juli 2010 debütierte Mlynikowski mit seiner Einwechslung in der 66. Minute im Spiel gegen den SSV Jahn Regensburg in der 3. Liga.
Am 26. April 2012 unterschrieb Mlynowski einen Ein-Jahres-Vertrag mit dem Regionalliga-Aufsteiger Sportfreunde Siegen. Nach nur vier Kurzeinsätzen in der Hinrunde schloss er sich in der Winterpause 2012/13 der Reserve des 1. FC Union Berlin an. Zur Saison 2014/2015 wechselte Marcus Mlynikowski zum Berliner AK 07, bevor er zur Saison 2017 / 2018 zum Chemnitzer FC in die Dritte Liga ging. Nach nur einer Spielzeit kehrte er 2018/19 zum Berliner AK zurück.
Im Januar 2020 wechselte Mlynikowski zum Næstved Boldklub in die zweite dänische Liga. Doch schon ein halbes Jahr später ging er weiter zum Kopenhagener Ligarivalen Fremad Amager.

### Nationalmannschaft
Am 15. Dezember 2009 debütierte Mlynikowski im Spiel gegen Serbien in der Deutschen U-18-Nationalmannschaft, als er in der 86. Minute eingewechselt wurde.
Im Oktober 2010 wurde er zu einem Sichtungslehrgang der U-19-Nationalmannschaft eingeladen, kam aber dort zu keinem Einsatz.